# ال‌زد ۱۲۷ گراف زپلین

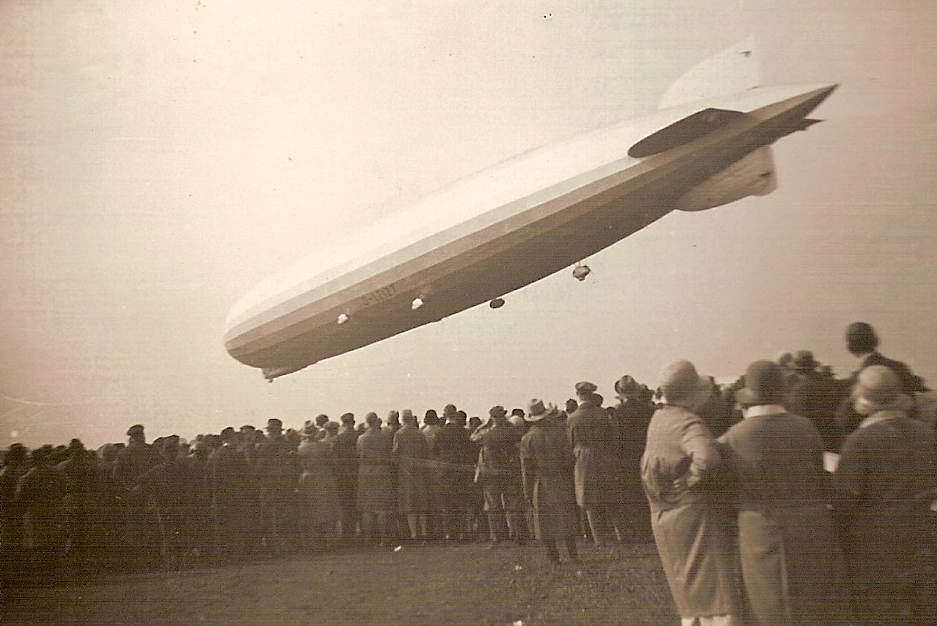

ال‌زد ۱۲۷ گراف زپلین (انگلیسی: LZ 127 Graf Zeppelin) یک کشتی هوایی صلب پر شده از هیدروژن بود که در آلمان ساخته شد و بین سال‌های ۱۹۲۸ تا ۱۹۳۷ پرواز می‌کرد. این کشتی هوایی به نام کنت فردیناند فون زپلین، پیشگام آلمانی در زمینه کشتی‌های هوایی، نامگذاری شد. ال‌زد ۱۲۷ گراف زپلین اولین سرویس پرواز تجاری مسافربری را در مسیرهای بین قاره‌ای ارائه داد و به خاطر سفرهای متعدد و طولانی خود به دور دنیا، از جمله سفر به آمریکای شمالی و جنوبی، به شهرت رسید. این کشتی هوایی نمادی از پیشرفت فناوری و مهندسی آلمان در آن دوره بود و به عنوان یکی از موفق‌ترین و مشهورترین کشتی‌های هوایی تاریخ شناخته می‌شود. ال‌زد ۱۲۷ گراف زپلین در نهایت در سال ۱۹۳۷ بازنشسته شد و با ظهور هواپیماهای سریع‌تر و کارآمدتر، دوران کشتی‌های هوایی به پایان رسید.